# 阿根廷棒球代表隊
阿根廷棒球代表隊為代表阿根廷參加國際棒球賽事的國家代表隊。
於南美棒球錦標賽拿過7次冠軍，分別是1959年、2004年、2011 年、2012年、2013年、2016年、2018年。其中2018年（第17屆）在阿根廷布宜諾斯艾利斯舉辦，為2019年第十八屆泛美運動會的資格賽，於冠軍賽中阿根廷以7:1擊敗巴西因而取得參賽權。

## 外部連結
- 官方網站 （页面存档备份，存于）